# Evangelische Akademie Frankfurt

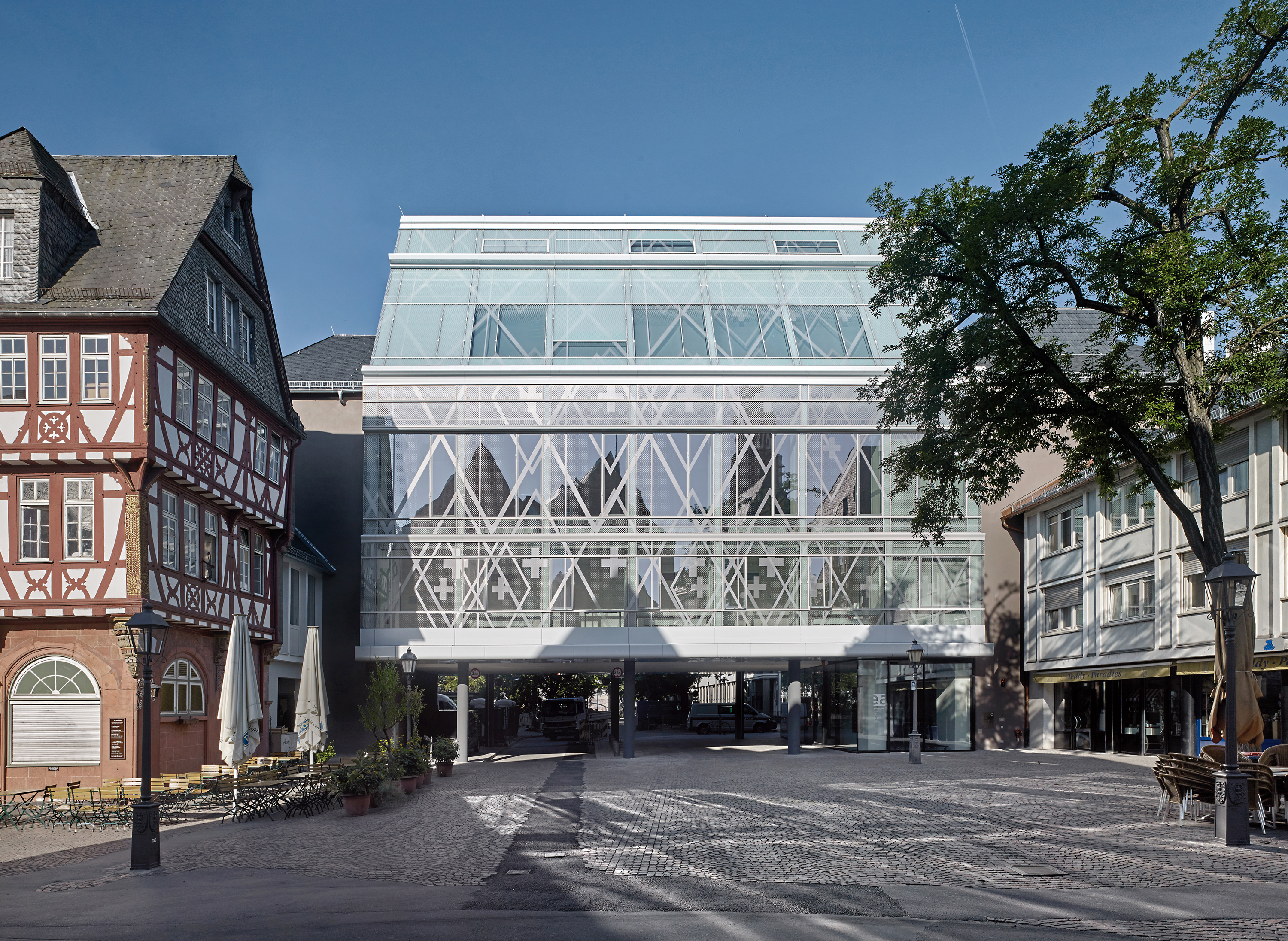
Gebäude der Evangelischen Akademie Frankfurt am Römerberg

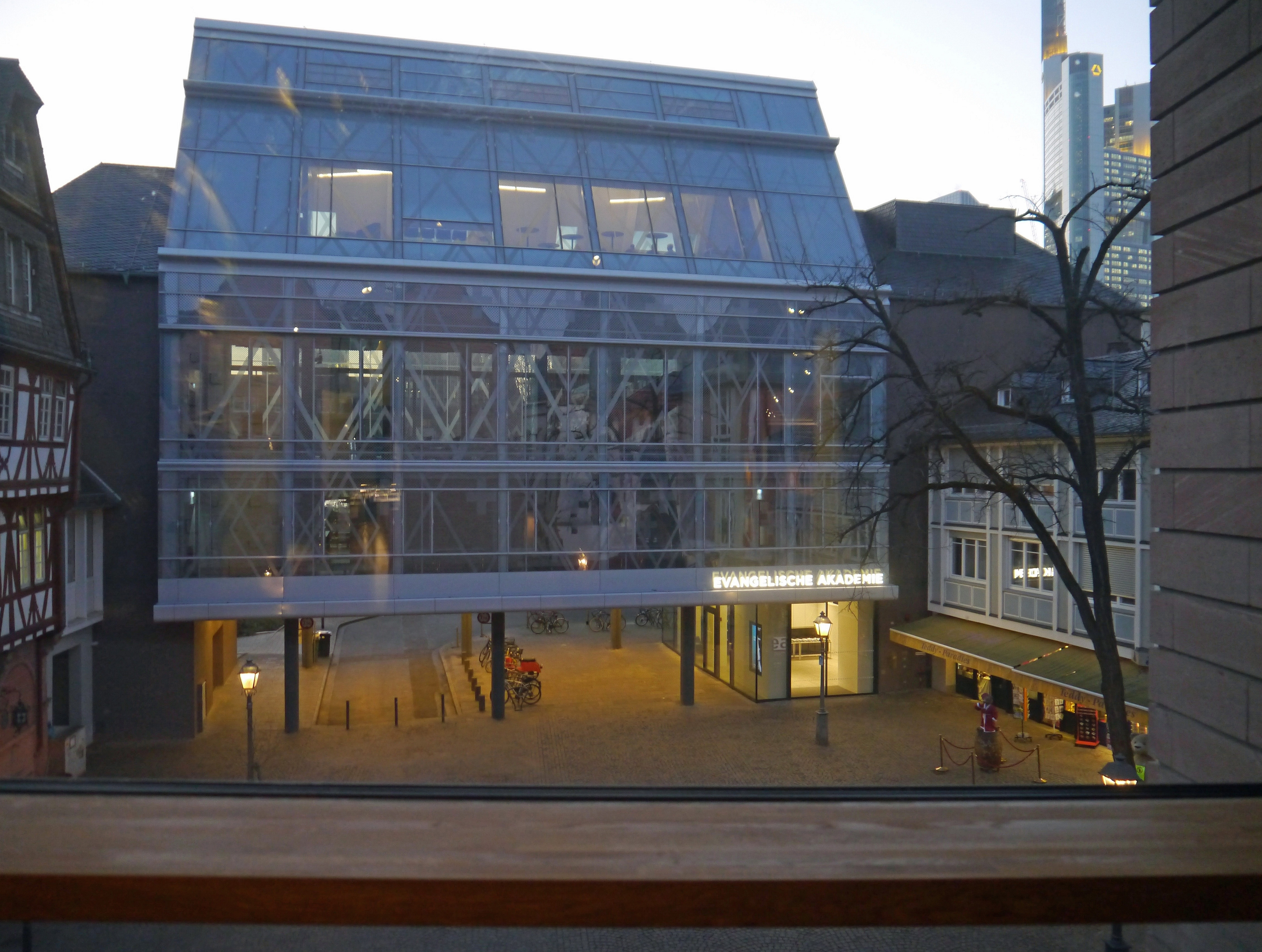
Ansicht aus dem Historischen Museum

Die Evangelische Akademie Frankfurt ist eine Bildungsinstitution und ein Tagungshaus in Frankfurt am Main. Als Mitglied im Dachverband der 17 Evangelischen Akademien in Deutschland bietet sie öffentliche Veranstaltungen an, die sich an dem Leitbild „protestantisch, weltoffen, streitbar“ orientieren. Zu den Gästen gehören Theologen, Politiker, Wissenschaftler, Kulturschaffende sowie Persönlichkeiten aus der Frankfurter Stadtgesellschaft.

## Geschichte

### Evangelische Akademie Frankfurt
Die Evangelische Akademie Frankfurt entstand 2012 durch die institutionelle Fusion der Evangelischen Akademie Arnoldshain in Arnoldshain und der Evangelischen Stadtakademie Römer 9 in Frankfurt. Beide Häuser waren zuvor mit eigenständigen Schwerpunkten betrieben worden.

#### Direktoren
- 2013–2021: Thorsten Latzel
- seit 2021: Hanna-Lena Neuser

### Evangelische Akademie Arnoldshain

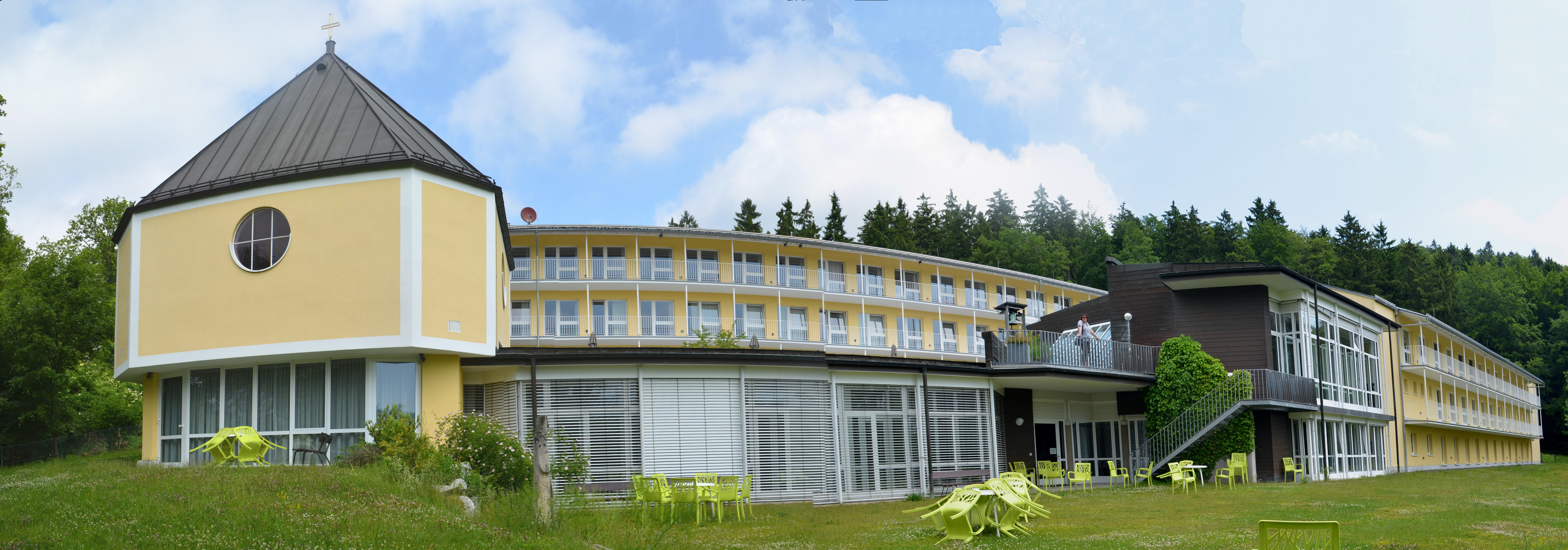
Evangelische Akademie Arnoldshain, heute Tagungshaus Martin Niemöller

1946 entstand nach dem Vorbild der Evangelischen Akademie Bad Boll eine eigene Akademie in Echzell. Gründungsdirektor war Hans Kallenbach, Mitbegründer Ernst zur Nieden. Die Akademie organisierte zunächst Veranstaltungen der Erwachsenenbildung, die sich an Berufsgruppen wie Erzieher, Juristen und Kunstschaffende wandten. Sie fanden an unterschiedlichen Orten im Rhein-Main-Gebiet statt, unter anderem im Forsthaus Echzell, im Spessart-Sanatorium Bad Orb sowie auf dem zwischenzeitlich angemieteten Schloss Assenheim. Der Bau eines eigenen Tagungshauses in Arnoldshain wurde ab 1953 von der Evangelischen Kirche in Hessen und Nassau vorangetrieben, 1954 wurde der Bau nach den Plänen des Darmstädter Architekten Theo Pabst eröffnet. Das Projekt war ein Herzensanliegen des Kirchenpräsidenten Martin Niemöller, nach dem das Haus später benannt wurde. Von 1983 bis 1984 wurde die Tagungsstätte nach Süden hin erweitert, seit 2012 handelt es sich um ein modern saniertes Hotel.
Viele Veranstaltungen der Evangelischen Akademie Arnoldshain hatten einen dezidiert politischen Charakter. Vor dem Hintergrund aktueller Ereignisse wurde das ursprüngliche Ziel der Akademie wie auch die Positionierung der Kirche innerhalb der Gesellschaft hinterfragt. Wichtige Themen waren der christlich-jüdische Dialog, die Ökumene, die Friedensbewegung, die Bibel in gerechter Sprache und der Ost-West-Dialog. Von den Arnoldshainer Abendmahlsthesen von 1957 und der Arnoldshainer Konferenz gingen wesentliche Beiträge zur Entwicklung der Evangelischen Kirche in Deutschland aus. Besondere Veranstaltungsreihen waren die Arnoldshainer Filmgespräche, die von 1984 bis 2011 stattfanden und sich mit der ästhetischen Umsetzung gesellschaftspolitischer Fragen befassten, sowie die Arnoldshainer Hospiztage, die als maßgebliche Initiative innerhalb der Hospizbewegung gelten.

#### Direktoren
- 1946–1972: Hans Kallenbach
- 1972–1986: Martin Stöhr
- 1986–1989: Jens Harms
- 1990–1996: Bernhard Moltmann
- 1996–1999: Leonore Siegele-Wenschkewitz
- 2000–2012: Hermann Düringer

### Evangelische Stadtakademie Römer 9
Die Evangelische Stadtakademie Frankfurt ging zurück auf eine 1970 eingerichtete Arbeitsstelle für Erwachsenenbildung, die ihren ersten Sitz in der Eschenheimer Anlage hatte und später unter anderem im Haus am Weißen Stein, im Haus der Evangelischen Kirche am Rechneigraben und im Dominikanerkloster Frankfurt sesshaft war. Im Zentrum der Bildungsarbeit standen zunächst Familien- und Fortbildungsseminare sowie öffentliche Forumsveranstaltungen über Friedensbewegung und Entwicklungspolitik, später Veranstaltungen zu Themen wie Interreligiöser Dialog, Gedächtnis und Erinnerung, Zivilgesellschaft und politische Verantwortung, Kunst und Stadt. Ein erfolgreiches langjähriges Format war der Wort-Bild-Dialog, in dessen Rahmen zahlreiche Künstler ihre Werke in der Akademie ausstellten. 2006 bezog die Evangelische Stadtakademie die von der ehemaligen Theologischen Zentralbibliothek genutzten Räume im Gemeindehaus der Paulsgemeinde und erhielt den Namenszusatz Römer 9. In diesen Räumlichkeiten am Römerberg hat heute auch die Evangelische Akademie Frankfurt ihren Sitz.

#### Direktoren
- 1970–1998: Klaus Würmell
- 1999–2001: Gerald Hintze
- 2001–2006: Christian Schwindt
- 2006–2012: Ute Knie

## Gebäude

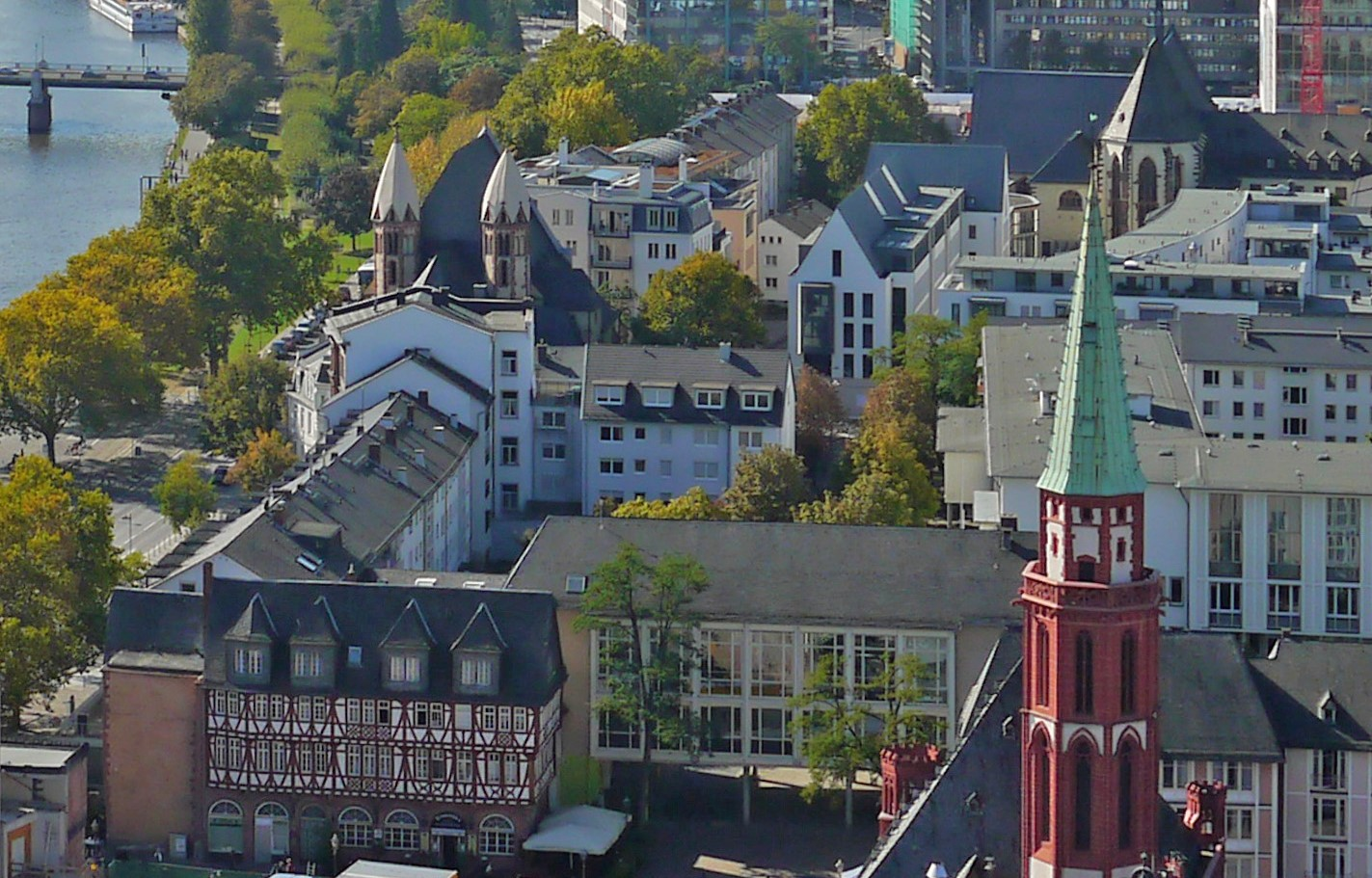
Gemeindehaus der evangelischen Paulsgemeinde vor dem Umbau zur Evangelischen Akademie Frankfurt

Das Tagungshaus der Evangelischen Akademie befindet sich auf dem Frankfurter Römerberg im Zentrum der Frankfurter Altstadt. Es ist als Brückengebäude über die Alte Mainzer Gasse errichtet; seine Fassade bildet den südwestlichen Abschluss des Römerbergs am Übergang zum Fahrtor. In unmittelbarer Nachbarschaft liegen das Haus Wertheim, das Historische Museum und die Alte Nikolaikirche. Seit der Komplettsanierung von 2015 bis 2017 hat das Gebäude eine auffällige Glasfassade. Die Gestaltung durch das Architekturbüro Meixner Schlüter Wendt wurde mit der Martin-Elsaesser-Plakette des Bunds Deutscher Architekten ausgezeichnet.
Das Tagungshaus verfügt über mehrere große Veranstaltungsräume: den Panoramasaal unter dem Glasdach, den Großen Saal im zweiten Obergeschoss, vier Seminarräume im ersten Obergeschoss sowie eine Lounge im Erdgeschoss. Die Räumlichkeiten können für private oder gewerbliche Zwecke gemietet werden.
Vor der Sanierung diente das Mitte der 1950er Jahre errichtete Gebäude als Gemeindehaus der evangelischen Paulsgemeinde. Bis zur Zerstörung bei den Luftangriffen auf Frankfurt 1944 befand sich hier die 1809 von Cornelius Carl Souchay erbaute klassizistische Villa Souchay.

## Verein
Der gemeinnützige Trägerverein der Evangelischen Akademie heißt Evangelische Akademie in Hessen und Nassau e. V. und wurde 1951 gegründet. Seine beiden kirchlichen Zuschussgeber sind die Evangelische Kirche in Hessen und Nassau und der Evangelische Regionalverband Frankfurt und Offenbach. Zweck des Vereins ist laut Satzung die „Förderung der Volks- und Berufsbildung sowie die Förderung der Religion“. Dieses Ziel wird mit „politischen, kulturellen und religiösen Debatten aus evangelischem Glauben heraus“ angestrebt. Unterschiedlichen Perspektiven und Standpunkten soll auf diese Weise in der regionalen Öffentlichkeit Gehör verschafft werden. Die beiden Leitungsorgane des Vereins heißen Großer Konvent (Mitgliederversammlung) und Kleiner Konvent (Vorstand). Eine besondere Beziehung besteht zur Evangelischen Akademie Hofgeismar im Landkreis Kassel.
Der eigenständige Förderverein Evangelische Akademie in Hessen und Nassau e. V. unterstützt die interkulturellen, interreligiösen und interdisziplinären Veranstaltungen der Akademie.

## Programm
Das Programm der Evangelischen Akademie greift aktuelle gesellschaftliche Entwicklungen und wissenschaftliche Erkenntnisse auf, die aus der Sicht von acht verschiedenen Themenfeldern reflektiert werden. Die Veranstaltungen werden von einem Team aus Studienleitern organisiert. Viele davon dienen dem interreligiösen Dialog oder geben Anregungen im Bereich politische Bildung. Wiederkehrende Formate sind das Wirtschaftspolitische Forum, die Vorführung und Besprechung des Films des Monats, der Kunstsalon kunst_kontrovers, die interreligiöse Gesprächsreihe Heilige Texte, das Präventionscafé, Barcamps zur politischen Bildung, Science-Slams mit jungen Theologen sowie die medizinethische Reihe Um Leben und Tod … zu Grundfragen der modernen Medizin. Zusammen mit verschiedenen Partnern richtet das Haus außerdem Kooperationsveranstaltungen aus, etwa das Lesefest Open Books zur Frankfurter Buchmesse, Frankfurt liest ein Buch und die Nacht der Museen. Das ideelle Stipendienprogramm Junge Akademie Frankfurt ist ein Angebot für junge Erwachsene unter 30 Jahren. Es fördert die Entwicklung von Projekten zur Stärkung der Demokratie.
Seit Beginn der COVID-19-Pandemie setzt die Evangelische Akademie auf das Konzept einer digitalen Sofa-Akademie mit Videos und Live-Streamings statt Präsenzveranstaltungen.